# Cricotopus annulator
Cricotopus annulator är en insektsart som beskrevs av Goetghebuer 1927. Cricotopus annulator ingår i släktet Cricotopus, och familjen fjädermyggor.
Artens utbredningsområde är Ontario. Arten är reproducerande i Sverige. Inga underarter finns listade i Catalogue of Life.